# Huntington Ingalls Industries
Huntington Ingalls Industries (HII) — американская судостроительная компания, образованная 31 марта 2011 года путём выделения из компании Northrop Grumman её судостроительного подразделения Northrop Grumman Shipbuilding. Последнее возникло 28 января 2008 года объединением двух других подразделений Northrop Grumman — Northrop Grumman Ship Systems и Northrop Grumman Newport News. В числе крупнейших компаний США по размеру выручки в 2022 году (список Fortune 500) заняла 370-е место.
Президентом компании до 2022 года являлся Майкл Петтерс, в прошлом занимавший пост президента верфи Newport News, затем президента Northrop Grumman Shipbuilding.
Huntington Ingalls Industries является единственным производителем атомных авианосцев США, одним из двух американских производителей атомных подводных лодок. Более 70 % находящихся в настоящее время в строю кораблей ВМС США построены компаниями-предшественниками Huntington Ingalls Industries. По объёму продаж продукции военного назначения (на которую приходится 99 % выручки) компания в 2021 году занимала 17-е место в мире.

## Деятельность
Почти вся выручка компании приходится на государственные структуры США, в том числе 90 % — на военно-морские силы.
По состоянию на 2021 год деятельность компании включала три подразделения:
- Newport News Shipbuilding — производство атомных авианосцев и подводных лодок; выручка 5,66 млрд долларов.
- Ingalls Shipbuilding — различные типы военных судов не на атомной энергии; выручка 2,53 млрд долларов.
- Технические решения — обслуживание военных судов и объектов атомной энергетики, услуги в сфере информационных технологий различным министерствам США, производство беспилотных подводных и надводных аппаратов для военного и гражданского применения; выручка 1,48 млрд долларов.

HII включает следующие основные предприятия на территории США:
- Newport News Shipbuilding, Ньюпорт-Ньюс, шт. Виргиния (Nuclear Aircraft Carriers, Submarines, Overhaul)
- Ingalls Shipbuilding, Паскагула, шт. Миссисипи (Surface Combatants, Amphibs, Coast Guard large cutters)
- Нью-Орлеан, шт. Луизиана (Amphibs, Auxiliaries)
- Виргиния-Бич, шт. Виргиния (AMSEC, Fleet Support)
- Сан-Диего, шт. Калифорния (Continental Maritime, Fleet Repair & Support)
- Галфпорт, шт. Миссисипи (Composite R&D, Composite Components)
- Таллула[англ.], шт. Луизиана (Components & Subassemblies)

## Проекты
Проект заказов компании в настоящее время составляет $22,4 млрд.

### Авианосцы типа «Джеральд Р. Форд»
Компания планирует построить для ВМС США 10 авианосцев типа «Джеральд Р. Форд». Темп строительства составит 1 авианосец каждые 5 лет, начиная с 2015 года.

### Универсальные десантные корабли типа «Америка»
ВМС США заключила с HII контракт стоимостью $2,4 млрд на разработку и строительство универсального десантного корабля LHA-6 «Америка», головного корабля серии из 12 единиц. Основные работы будут проводиться на верфи компании в Паскагуле (шт. Миссисипи). Передача корабля флоту планируется на 2012 год.

### Десантные транспорты-доки типа «Сан-Антонио»
В апреле 2011 года HII получила контракт строимостью $1,5 млрд на постройку LPD-26 «Джон Мурса», десятого корабля типа «Сан-Антонио». Это был первый контракт с ВМС США, заключённый компанией, хотя компания Ingalls Shipbuilding, ныне являющаяся подразделением HII, ранее построила три корабля этого типа.